# HBông
HBông là một xã thuộc huyện Chư Sê, tỉnh Gia Lai, Việt Nam.
Xã HBông có diện tích 156,69 km², dân số năm 1999 là 4.038 người, mật độ dân số đạt 26 người/km².